# Nikolaj Razgonov
Nikolaj Razgonov (rusky Николай Разгонов) (* 16. ledna 1964) je bývalý sovětský atlet, sprinter.

## Sportovní kariéra
V roce 1986 obsadil třetí místo v běhu na 200 metrů na evropském halovém šampionátu, o dva roky později v této disciplíně zvítězil.